# María Remedios del Valle
María Remedios del Valle   (Buenos Aires, 1767 - Buenos Aires, 8 de novembre de 1847) va ser una militar argentina. Va ser una de les anomenades «nenes d'Ayohuma», aquelles que van assistir al derrotat exèrcit de Manuel Belgrano en la batalla d'Ayohúma. Afrodescendent argentina, va actuar com a auxiliar en les Invasions Angleses i després de la Revolució de Maig va acompanyar com a auxiliar i combatent a l'Exèrcit de el Nord durant tota la Guerra de la Independència Argentina el que li va valer el tractament de «capitana» i de «Mare de la pàtria» i, finalment, sergent major de l'Exèrcit.
En el seu honor, la llei Nº 26.852 estableix el 8 de novembre com el «Dia Nacional dels afroargentins i de la cultura afro».

## Biografia
Nascuda en una data no determinada a la ciutat de Buenos Aires, llavors capital de la província o governació del Riu de la Plata, al Virregnat del Perú, era «bruna» segons el sistema colonial de castes. Durant la Segona Invasió Anglesa al Riu de la Plata, María Remedios del Valle va auxiliar al Terç d'Andalusos, un dels cossos milicians que van defensar amb èxit la ciutat. Segons el comunicat del comandant d'aquest cos, «durant la campanya de Barraques, va assistir i va guardar les motxilles per alleugerir la seva marxa als Corrals de Miserere».
Al produir-se la revolució del 25 de maig de 1810 i organitzar-se la primera expedició auxiliadora de l'Alt Perú, conformant el que després es denominaria Exèrcit del Nord, el 6 de juliol de 1810, María Remedios del Valle es va incorporar a la marxa de la 6ª Companyia d'artilleria volant del Regiment d'Artilleria de la Pàtria al comandament del capità Bernardo Joaquín de Anzoátegui, acompanyant el seu marit i els seus dos fills (un d'adoptiu), que no sobreviurien a la campanya.
María Remedios del Valle va continuar servint com a auxiliar durant l'avanç reeixit sobre l'Alt Perú, en la derrota d'Huaqui i en la retirada que va seguir. En vigílies de la batalla de Tucumán es va presentar davant el general Manuel Belgrano per sol·licitar-li que li permetés atendre els ferits en les primeres línies de combat. Belgrano, poc inclinat per raons de disciplina a la presència de dones entre les seves tropes, li va negar el permís, però a l'iniciar-se la lluita, del Valle va arribar al front encoratjant i assistint als soldats els qui van començar a cridar-la la «Mare de la Pàtria». Després de la decisiva victòria, Belgrano la va nomenar capitana del seu exèrcit.
Després de vèncer en la batalla de Salta, Belgrano va ser derrotat en Vilcapugio i va haver de replegar-se. El 14 de novembre de 1813 les tropes patriotes es van enfrontar novament a les realistes en la batalla d'Ayohúma i van ser novament derrotades. María Remedios va combatre, va ser ferida de bala i presa presonera. Des del camp de presoners va ajudar a fugir a diversos oficials patriotes. Com a mesura exemplificadora, va ser sotmesa a nou dies d'assots públics que li deixarien cicatrius de per vida. Va poder escapar i reintegrar-se a l'exèrcit argentí on va continuar seguint les forces de Martín Miguel de Güemes i Juan Antonio Álvarez de Arenales, empunyant les armes i ajudant els ferits als hospitals de campanya.
Finalitzada la guerra i ja anciana, del Valle va tornar a la ciutat de Buenos Aires, on es va trobar reduïda a la mendicitat. Relata l'escriptor, historiador i jurisconsult salteño Carlos Ibarguren (1877-1956), qui la va rescatar de l'oblit, que vivia en un ranxo a la zona de cinquenes, als afores de la ciutat, i freqüentava els atris de les esglésies de Sant Francesc, Santo Domingo i Sant Ignasi, així com la plaza de la Victoria (actual plaza de Mayo) oferint pastissos i coques fregides, o pidolant, el que al costat de les sobres que rebia dels convents li permetia sobreviure. Es feia dir «la Capitana» i solia mostrar les cicatrius dels braços i relatar que les havia rebut a la Guerra de la Independència, aconseguint només que els qui la sentien pensessin que estava boja o senil.
No conforme amb la seva sort, el 23 d'octubre de 1826 va iniciar una gestió sol·licitant que se li abonessin 6000 pesos «per acabar la seva vida cansada» en compensació dels seus serveis a la pàtria i per la pèrdua del seu marit i els seus fills (el sou màxim al país era el de governador, de 7992 pesos a l'any). L'expedient, signat en el seu nom per un tal Manuel Rico i als què afegeix a suport un certificat de serveis del 17 de gener de 1827 signada pel coronel Hipólito Videla, s'inicia amb la següent exposició:
| «                          | Donya María Remedios del Valle, capitana de l'Exèrcit, a V. S. degudament exposa: Que des del primer crit de la Revolució té l'honor d'haver sostingut la justa causa de la Independència, d'una d'aquelles maneres que solen servir d'admiració a la Història dels Pobles. Si Senyor Inspector, encara que aparegui envanida presumptuosament la qual representa, ella no exagera a la Pàtria seus serveis, sinó al fet que es refereix amb el seu acostumat natural caràcter el que ha patit per contribuir a l'assoliment de la independència del seu patri sòl que feliçment gaudeix. Si els primers opressors de terra americà encara miren amb un terror respectuós els noms de Caupolicán i Galvarino, els disputadors dels nostres drets per sotmetre'ns a l'estret cercle d'esclavitud en què ens van submergir els seus pares, potser recordaran el nom de la Capitana patriota María Remedios per admirar la seva fermesa d'ànima, el seu amor patri i la seva obstinació en la salvació i llibertat americana; aquells a el fer-ho encara s'irritaran del meu constància i em aplicarien nous suplicis, però no inventarien el de l'oblit per fer-me expirar de fam com ho ha fet amb mi el Poble per qui tant he patit. I amb qui ho fa ?; amb qui per alimentar els caps, oficials i tropa que es trobaven presoners pels realistes, per conservar-los, alleujar-i encara proporcionar-los la fugida a molts, va ser sentenciada pels cabdills enemics Pezuela, Ramírez i Taló, a ser assotada públicament per nou dies; amb qui, per conduir correspondència i influir a prendre les armes contra els opressors americans, i batídose amb ells, ha estat set vegades en capella; amb qui per la seva empenta, intrepidesa i resolució amb les armes a la mà, i sense elles, ha rebut sis ferides de bala, totes greus; amb qui ha perdut en campanya, disputant la salvació de la seva Pàtria, el seu fill propi, un altre adoptiu i el seu marit !!!; amb qui mentre va ser útil va aconseguir veure enrolada a l'Estat Major de l'Exèrcit Auxiliar d'el Perú com capitana, amb sou, segons es donava als altres assistents i altres consideracions deguda a la seva ocupació. Ja no és útil i ha quedat abandonada sense subsistència, sense salut, sense empara i pidolant. La que representa ha fet tota la campanya de l'Alt Perú; ella té un dret a la gratitud argentina, i és ara que el reclama per la seva infelicitat. | » |
| — María Remedios del Valle | |   |

El 24 de març de 1827 el ministre de Guerra de la Nació, general Francisco Fernández de la Creu, va rebutjar la comanda recomanant dirigir-se a la legislatura provincial ja que no estava «en les facultats de Govern el concedir cap gràcia que import erogació a l'Erari».
L'agost de 1827, mentre Del Valle -de 60 anys- mendicava a la plaça de la Recova, el general Juan José Viamonte -llavors diputat a la Junta de Representants de la província de Buenos Aires en representació dels pagaments de Ensenada, Quilmes i Magdalena - la va reconèixer. Després preguntar-li el nom, va exclamar: «Vostè és la Capitana, la que ens va acompanyar a l'Alt Perú, és una heroïna! ». del Valle li va explicar llavors quantes vegades havia colpejat a la porta de casa a la recerca d'ajuda, però que el seu personal sempre l'havia espantat com captaire.
Viamonte va prendre deguda nota i l'11 d'octubre d'aquest mateix any va presentar davant la Junta un projecte per atorgar-li una pensió que reconegués els serveis prestats a la pàtria. L'11 d'octubre la Comissió de Peticions de la Junta de Representants va dir haver «examinat la sol·licitud de doña Maria Remedios del Valle pels importants serveis rendits a la Pàtria, ja que no té absolutament que subsistir» i va recomanar adoptar la decisió que «per ara i des d'aquesta data la suplicant gaudirà de el sou de capità d'Infanteria, i Retorneu l'expedient perquè passant al Poder Executiu, tingui aquesta resolució en el moment oportú compliment». Però la presidència de la Junta va decidir que tenien temes més importants que atendre, de manera que l'expedient va quedar en comissió. Es lluitava encara en la guerra de Brasil i Buenos Aires romania bloquejada per segon any consecutiu per les forces navals de l'Imperi de Brasil.
El 9 de juny de 1828, Viamonte va ser elegit vicepresident primer de la renovada legislatura i va decidir insistir amb la seva proposta. El projecte recentment es tractaria en la sessió del 18 de juliol de 1828. Segons el Diari de sessions núm 115 de la Junta de Representants de la Província de Buenos Aires, a l'obrir-se el tractament, Marcelo Gamboa (diputat per la ciutat) va sol·licitar documents que acreditessin el mereixement de la pensió,i Viamonte va respondre:
| «                            | Jo no hagués pres la paraula perquè em costa molt parlar, si no hagués vist que es troben a faltar documents i dades. Jo vaig conèixer a aquesta dona en l'Alt Perú i la reconec ara aquí, quan viu demanant almoina. Aquesta dona és realment una benemèrita. Ella ha seguit a l'Exèrcit del País des de l'any 1810. És coneguda des del primer general fins a l'últim oficial a tot l'Exèrcit. És ben digna de ser atesa: presenta el seu cos ple de ferides de bales i ple, a més, de cicatrius d'assots rebuts dels espanyols. No se l'ha de deixar de demanar almoina […] Després d'haver dit això, crec que no hi haurà necessitat de més documents. | » |
| — General Juan José Viamonte | |   |

| «                                                                | «Jo no conec a aquesta infeliç dona que està en un estat de pidolaire i això és una vergonya per a nosaltres. Ella és una heroïna, i si no fos per la seva condició, s'hauria fet cèlebre a tot el món. Va servir a la Nació però també a la província de Buenos Aires, empunyant el fusell, i atenent i assistint als soldats malalts. » - Francisco Silveyra, diputat per Quilmes, Ensenada i Magdalena | » |
| — Francisco Silveyra, diputado por Quilmes, Ensenada i Magdalena | |   |

Però el diputat per la ciutat Manuel Hermenegild Aguirre va objectar llavors que encara que del Valle hagués rendit efectivament aquests serveis a la Nació, la Junta representava a la província de Buenos Aires, no a la Nació, pel que no corresponia accedir al que sol·licita. El diputat per la ciutat Diego Alcorta va insistir llavors que calia presentar documentació respaldatoria de manera que el debat es va tornar aspre. Tots dos arguments inhabilitaban pensions que rebien altres soldats de la seva categoria.
El representant per Pilar i Exaltació de la Creu Justo García Valdez va refutar l'objecció sobre les atribucions, afirmant que el govern de la Província només aconseguiria semblar cruel i insensible si deixava a la Nació la tasca de premiar aquests serveis a la llibertat.
Finalment, en defensa el projecte va prendre llavors la paraula Tomás de Anchorena qui va afirmar:
| «                    | Efectivament, aquesta és una dona singular. Jo em trobava de secretari del general Belgrano quan aquesta dona estava en l'exèrcit, i no hi havia activitat en la qual ella pogués prendre part que no la prengués, i en uns termes que podia posar-se en competència amb el soldat més valent; era l'admiració del general, dels oficials i de tots els que acompanyaven l'exèrcit. Ella enmig d'aquest valor tenia una virtut a tota prova i presentaré un fet que la manifesta: el general Belgrano, crec que ha estat el general més rigorós, no va permetre que seguís cap dona a l'exèrcit; i aquesta Maria Remeis de la Vall era l'única que tenia facultat per a seguir-lo. […] Ella era el drap de llàgrimes, sense el menor interès de caps i oficials. Jo els he sentit a tots a veu pública, fer elogis d'aquesta dona per aquesta oficiosidad i caritat amb que cuidava als homes en la desgràcia i misèria en què quedaven després d'una acció de guerra: sense cames uns, i altres sense braços, sense tenir auxilis ni recursos per posar remei seves malalties. D'aquesta classe era aquesta dona. Si no m'enganyo el general Belgrano li va donar el títol de capità de l'exèrcit. No tinc present si va ser al Tucumán o a Salta, que després d'aquesta sagnant acció en què entre morts i ferits van quedar 700 homes sobre el camp, vaig sentir a la mateixa Belgrano ponderar la oficiosidad i la cura d'aquesta dona a assistir a tots els ferits que ella podia socórrer. […] Una dona tan singular com aquesta entre nosaltres ha de ser l'objecte de l'admiració de cada ciutadà, i on vulgui que vagi havia de ser rebuda en braços i auxiliada amb preferència a una general; perquè vegeu quant es realça el mèrit d'aquesta dona en la seva mateixa classe respecte a una altra superior, perquè precisament aquesta mateixa qualitat és la que més la recomana. | » |
| — Tomás de Anchorena | |   |

Després d'un dur debat es va decidir atorgar-li «el sou corresponent a el grau de capità d'infanteria, que se li abonaria des del 15 de març de 1827 a que va iniciar la seva sol·licitud davant el Govern». A petició del diputat per la ciutat Ceferino Llacs es va votar crear una comissió que «compongui una biografia d'aquesta dona i es mani imprimir i publicar als diaris, que se li faci un monument i que la comissió en presenti el disseny i el pressupost ».
Els diputats van votar l'atorgament d'una pensió de 30 pesos, des del mateix dia que Maria Remedios del Valle l'havia demanat (sense pagar-li retroactius per tots els mesos en què no havia cobrat res). Per tenir una idea de l'escassa generositat envers una heroïna revolucionària, en aquella època, una bugadera guanyava 20 pesos al mes, mentre que el governador cobrava 666 pesos. La lliura d'oli rondava 1,45 pesos, la lliura de carn 2 pesos i la lliura de yerba 0,70 pesos. A Maria Remedios del Valle li van atorgar 1 pes al dia.
El 28 de juliol de 1828 l'expedient va ser passat a la Contaduría General i el 21 de novembre de 1829, Del Valle va ser ascendida a sergent major de cavalleria. El 29 de gener de 1830 va ser inclosa a la Plana Major del Cos d'Invàlids amb el sou íntegre de la seva classe. Entre gener i abril de 1832 i entre el 16 d'abril de 1833 i el 16 d'abril de 1835, va figurar en llistes amb sou doble.
El 16 d'abril de 1835 va ser destinada per decret de Juan Manuel de Roses (que el 7 de març de 1835 havia assumit el seu segon mandat com a governador de Buenos Aires) a la plana major activa amb el seu grau de sergent major. Li va augmentar la seva pensió de 30 pesos en més del 600 %. A la llista de pensions de novembre de 1836 María Remedios del Valle figura amb el nom de Remedios Roses (potser per gratitud cap al governador que la va treure de la misèria). A la llista del 28 d'octubre de 1847 apareix el seu últim rebut, d'una pensió de 216 pesos.
A la llista de l'8 de novembre de 1847, una nota indica que «el més gran de cavalleria Sra. Remedios Rosas va morir».

## Homenatges
Per iniciativa d'Octavio Sergio Pico —president del Consell Nacional d'Educació durant el govern d'Agustín Pedro Justo—, un carrer de la ciutat de Buenos Aires porta el seu nom. També una escola de Buenos Aires porta el nom «Capitana María Remedios del Valle» en honor seu.
La llei 26.852 sancionada el 24 d'abril de 2013 pel Congrés de la Nació Argentina va establir el 8 de novembre com a Dia Nacional de los / las afroargentinos / as yde la cultura afro, en commemoració de Maria Remedios Del Valle.
El 26 de maig de 2010, en la sessió de la Cambra de diputats d'homenatge al Bicentenario de l'Argentina, les diputades Cecilia Merchán i Victoria Donda van presentar un projecte de llei per construir un monument en honor de Del Valle.
El 10 de desembre de 2018, a l'Escola Nº 25 situada al carrer Ferrando 548 de la ciutat de Santa Rosa, província de la Pampa, la comunitat educativa va inaugurar un monument al·legòric al tema.

## Galeria d'imatges

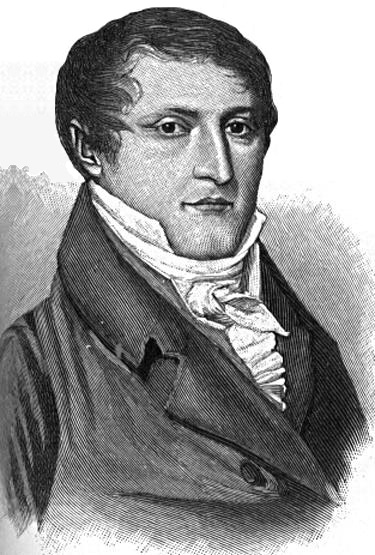
L'advocat i general Manuel Belgrano (1770-1820)
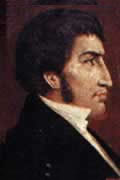
Tomás d'Anchorena
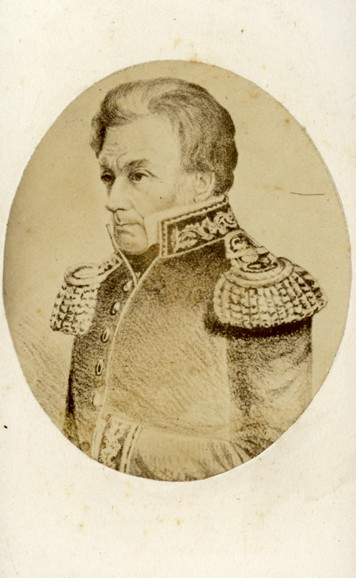
El general Juan José Viamonte